# Itakura
Itakura (jap. 板倉町 Itakura-machi) – miasto w Japonii, na wyspie Honsiu, w prefekturze Gunma. Według danych na rok 2020 miejscowość zamieszkiwało 14 083 mieszkańców , a gęstość zaludnienia wyniosła 336,4 os./km².